# Royal Rumble (2013)
Royal Rumble (2013) foi o 26º evento anual pay-per-view (PPV) Royal Rumble de luta profissional, produzido pela WWE. Aconteceu em 27 de janeiro de 2013, no US Airways Center em Phoenix, Arizona. Como tem sido habitual desde 1993, o vencedor do Royal Rumble recebeu uma luta pelo campeonato mundial na WrestleMania daquele ano. Para o evento de 2013, o vencedor recebeu a opção de desafiar o Campeonato da WWE ou o Campeonato Mundial dos Pesos Pesados na WrestleMania 29. Foi o último Royal Rumble a apresentar o Campeonato Mundial dos Pesos Pesados, que foi unificado com o Campeonato da WWE em dezembro, sendo posteriormente o último Royal Rumble a incluir dois campeonatos elegíveis para o vencedor do Rumble até o evento de 2017.
Cinco lutas foram disputadas no evento, incluindo uma no pré-Show. No evento principal, The Rock derrotou CM Punk para ganhar o Campeonato da WWE, que foi seu primeiro campeonato desde 2002, que também terminou o reinado de Punk em 434 dias. Na eliminatória, John Cena venceu a luta Royal Rumble de 2013, tornando-se o sétimo vencedor do múltiplo Rumble. Em outra partida de destaque, Antonio Cesaro derrotou The Miz para manter seu Campeonato dos Estados Unidos. Também no card, Alberto Del Rio manteve o Campeonato Mundial dos Pesos Pesados contra Big Show em uma luta Last Man Standing, e Team Hell No (Daniel Bryan e Kane) manteve o Campeonato de Duplas da WWE contra Team Rhodes Scholars (Cody Rhodes e Damien Sandow) .

## Produção

### Introdução
O Royal Rumble é um pay-per-view anual (PPV), produzido todo mês de janeiro pela WWE desde 1988. É um dos quatro pay-per-views originais da promoção, junto com WrestleMania, SummerSlam e Survivor Series, apelidado de "Big Four". É nomeado após a luta Royal Rumble, uma batalha real modificada na qual os participantes entram em intervalos cronometrados, em vez de todos começarem no ringue ao mesmo tempo. A luta geralmente apresenta 30 lutadores e o vencedor tradicionalmente ganha uma luta pelo campeonato mundial na WrestleMania daquele ano. Para 2013, o vencedor poderia optar por disputar o Campeonato da WWE ou o Campeonato Mundial dos Pesos Pesados na WrestleMania 29. O evento de 2013 foi o 26º na cronologia do Royal Rumble e estava programado para ser realizado em 27 de janeiro de 2013, no US Airways Center em Phoenix, Arizona.

### Histórias
O card foi composto por cinco partidas, incluindo uma no pré-Show. As lutas resultaram de histórias roteirizadas, onde os lutadores retratavam heróis, vilões ou personagens menos distinguíveis para criar tensão e culminaram em uma luta ou série de lutas. Os resultados foram predeterminados pelos escritores da WWE, com histórias produzidas em seus programas de televisão semanais, Raw e SmackDown.

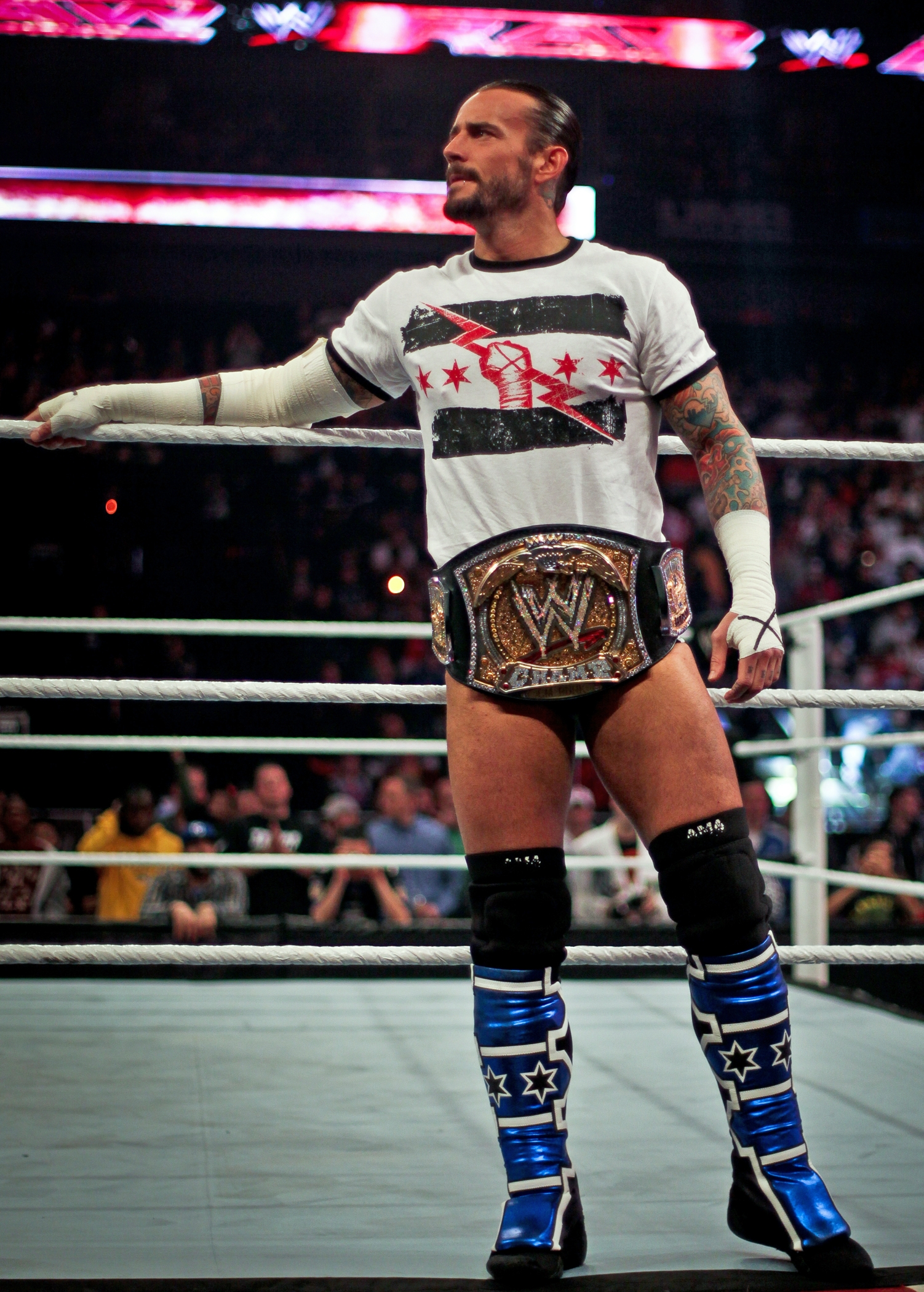
CM Punk perdeu o Campeonato da WWE para The Rock, terminando seu reinado em 434 dias.

Em 23 de julho de 2012, durante o Raw 1000, The Rock anunciou que iria lutar pelo Campeonato da WWE no Royal Rumble. Mais tarde naquela noite, o atual campeão CM Punk, Daniel Bryan e John Cena afirmaram que enfrentariam The Rock como atual campeão; mais tarde naquela noite, Punk se tornou um vilão, atacando The Rock. Punk defendeu o campeonato pelo resto do ano, enquanto em 23 de dezembro de 2012, The Rock twittou para Punk que ele estava pronto para o Royal Rumble. No Raw de 7 de janeiro, Punk manteve o Campeonato da WWE contra Ryback em uma luta Tables, Ladders, and Chairs após a interferência do The Shield. Eles também fizeram durante a defesa de Punk contra Ryback e John Cena no Survivor Series; esta vitória garantiu Punk como aquele que defenderia contra The Rock. No Raw de 21 de janeiro, enquanto falavam sobre derrotar Punk no Rumble, The Shield atacou The Rock. Após o ataque, o presidente da WWE, Vince McMahon, anunciou que se The Shield interferisse na luta, Punk perderia seu título.
Big Show começou uma rivalidade com Alberto Del Rio depois de humilhar o locutor de ringue pessoal de Del Rio, Ricardo Rodriguez, sarcasticamente escolhendo-o para lutar contra Big Show pelo Campeonato Mundial dos Pesos Pesados durante a "Champion's Choice Night" no episódio da véspera de Ano Novo de 2013 do Raw, levando a uma vitória por desqualificação para Big Show depois que Del Rio interferiu. Em 11 de janeiro de 2013 no episódio do SmackDown, Del Rio derrotou Big Show em uma luta Last Man Standing pelo título. Três dias depois, no Raw, Big Show anunciou que invocaria sua cláusula de revanche no pay-per-view. Na semana seguinte, ele transformou a luta em Last Man Standing Match.

## Evento
| Papel:                    | Nome:                    |
| ------------------------- | ------------------------ |
| Comentarista em inglês    | Michael Cole             |
| Comentarista em inglês    | Jerry Lawler             |
| Comentarista em inglês    | John Bradshaw Layfield   |
| Comentaristas pré-show    | Matt Striker (Pre-show)  |
| Comentaristas em espanhol | Carlos Cabrera           |
| Comentaristas em espanhol | Marcelo Rodríguez        |
| Entrevistadores           | Matt Striker             |
| Anunciadores de ringue    | Lilian Garcia            |
| Anunciadores de ringue    | Justin Roberts           |
| Árbitros                  | Charles Robinson         |
| Árbitros                  | Mike Chioda              |
| Árbitros                  | Scott Armstrong          |
| Árbitros                  | Rod Zapata               |
| Árbitros                  | Darrick Moore (Pre-show) |

### Pre-show
O pre-show do Royal Rumble contou com o atual Campeão dos Estados Unidos Antonio Cesaro defendendo seu título contra The Miz. Durante a partida, Miz tentou um ataque de mergulho e machucou a perna. Pouco depois, Cesaro venceu após o Neutralizer.

### Lutas preliminares
Quando a parte PPV do show começou, um segmento dos bastidores foi mostrado com Bret Hart desejando boa sorte a Alberto Del Rio em sua partida. Ele então deu a Ricardo Rodriguez um par de seus óculos de sol exclusivos.
A partida de abertura na transmissão PPV (e a segunda no card geral) contou com o atual Campeão Mundial dos Pesos Pesados Alberto Del Rio defendendo seu título contra Big Show em uma luta Last Man Standing. Depois que Del Rio conseguiu bater a contagem depois de ser estrangulado através de uma mesa de uma posição elevada no palco de entrada, ele conseguiu vencer quando travou o Cross Armbreaker enquanto Rodriguez prendeu as pernas de Show na corda inferior. Show não conseguiu se libertar a tempo e foi descartado.
Em seguida, os Campeões de Duplas da WWE Team Hell No (Daniel Bryan e Kane) defenderam seus títulos contra os Team Rhodes Scholars (Cody Rhodes e Damien Sandow). A partida terminou quando Bryan aplicou o No! Bloqueie Sandow, forçando-o a se submeter.
Depois disso, foi a partida anual Royal Rumble, tornando-se a primeira vez em 7 anos (desde 2006) que a Royal Rumble Match não seria o evento principal do PPV homônimo. Dolph Ziggler (de acordo com as estipulações "Beat The Clock" do Raw) escolheu entrar primeiro, seguido pelo retorno surpresa de Chris Jericho em #2. Outra entrada surpresa, Goldust voltou em #8, e passou a maior parte de seu tempo lutando com seu meio-irmão Cody Rhodes (participante #3), que eventualmente o eliminou. Sheamus entrou em #11, tentando se tornar o quarto homem a vencer Rumbles consecutivos, juntando-se a Hulk Hogan (90-91), Shawn Michaels (95-96) e "Stone Cold" Steve Austin ( '97-'98). Kofi Kingston (o 4º participante) foi o destaque, pois quando estava prestes a ser eliminado, ele pulou nas costas do recém-eliminado Tensai, que o colocou na mesa de locutores da Espanha. Kingston voltou ao avental usando a cadeira de John Bradshaw Layfield como um pula-pula, mas foi rapidamente eliminado por Rhodes antes de entrar novamente no ringue. Depois disso, The Godfather fez uma aparição surpresa na 17ª posição, apenas para ser imediatamente eliminado por Ziggler. John Cena entrou em #19, eliminando rapidamente Rhodes e o participante #10 Heath Slater. Daniel Bryan (#21) e Kane (#24) se uniram para eliminar o #23 The Great Khali, mas Bryan eliminou Kane. Quando o #22 Antonio Cesaro enviou Bryan por cima da corda, Kane o pegou, apenas para derrubá-lo no chão, eliminando-o da luta. Mais tarde, o vencedor do torneio NXT (e número 16) Bo Dallas conseguiu eliminar o Campeão Intercontinental Wade Barrett (#18), levando Barrett a eliminá-lo e realizar o Bull Hammer em Dallas, apesar de já ter sido eliminado. Ryback entrou em #30 e eliminou três lutadores de forma rápida. Ziggler finalmente eliminou Jericho após quase 48 minutos. Os quatro finalistas consistiram em Ziggler, Sheamus, Cena e Ryback. Sheamus eliminou Ziggler (que durou quase 50 minutos) e tentou executar o Broque Kick em Ryback, mas Ryback conseguiu eliminá-lo. Depois de alguns minutos de idas e vindas, Cena eliminou Ryback para vencer o Rumble, tornando-o o quarto lutador a vencer várias lutas Rumble (como ele venceu a luta em 2008 também).

### Evento principal
O evento principal e o quinto combate do card contou com o atual Campeão da WWE CM Punk defendendo seu título contra The Rock. Durante a luta, Rock tentou executar um Rock Bottom através da mesa de locutores espanhóis em Punk, mas a mesa desabou abaixo deles. Rock executou um Rock Bottom fora do ringue, mas Punk chutou para fora de uma tentativa de pin. Quando Rock tentou realizar um People's Elbow, a arena ficou escura e Rock foi atacado por uma entidade desconhecida, que os comentaristas acreditam ser The Shield. Quando as luzes voltaram, o(s) agressor(es) não estava(ão) em lugar algum, e Rock foi conduzido pela mesa de locutores ingleses, permitindo que Punk conseguisse o pin vencedor. Enquanto comemorava com o título, o presidente da WWE, Vince McMahon, apareceu e lembrou a Punk que se o Shield interferisse (o que, embora McMahon dissesse que não podia ver, ele sabia o suficiente para perceber o que havia acontecido), ele o tiraria do título. Antes que ele pudesse, no entanto, The Rock disse que queria tirar o título de Punk e disse a McMahon para reiniciar a luta. McMahon fez isso, e Rock venceu a luta com um Spinebuster seguido por um segundo People's Elbow, ganhando o Campeonato da WWE pela oitava vez e encerrando o reinado histórico de Punk em 434 dias.

## Recepção
O evento rendeu 512.000 compras pay-per-view, a maior em quatro anos.

## Após o evento
CM Punk, lívido que seu reinado havia terminado, invocou sua cláusula de revanche no Elimination Chamber, mas The Rock o derrotou e manteve o título. Punk então desafiou Cena por sua oportunidade de candidato, que Cena aceitou e derrotou Punk. Punk mais tarde foi para a WrestleMania para tentar acabar com a sequência invicta de The Undertaker. Após a Elimination Chamber, The Rock aposentou o cinto de spinner e bling (que foi o design de Cena para o campeonato e usado pela empresa nos últimos oito anos) e revelou um novo cinto para representar o Campeonato da WWE.
Na noite seguinte no Raw, John Cena anunciou que desafiaria o atual Campeão da WWE com sua vitória no Royal Rumble. Com The Rock mantendo o título, isso configuraria uma revanche entre The Rock e Cena da WrestleMania do ano passado. Cena venceria a luta e o campeonato, tornando-o um recorde de 11 vezes Campeão da WWE.
O Royal Rumble de 2013 foi o último a apresentar o Campeonato Mundial dos Pesos Pesados, bem como a última vez que foi uma escolha para o vencedor da luta titular, já que o título foi unificado com o Campeonato da WWE no evento de dezembro TLC: Tables, Ladders & Chairs, com o último sendo renomeado para Campeonato Mundial dos Pesos Pesados da WWE. Por sua vez, seria o último Royal Rumble em que dois campeonatos mundiais eram elegíveis para serem desafiados pelo vencedor do Rumble até o evento de 2017.

## Resultados
| Nº                                          | Resultados                                                                                         | Estipulações                                                                                 | Tempo |
| ------------------------------------------- | -------------------------------------------------------------------------------------------------- | -------------------------------------------------------------------------------------------- | ----- |
| Pré- show                                   | Antonio Cesaro (c) derrotou The Miz                                                                | Luta individual pelo Campeonato dos Estados Unidos                                           | 7:37  |
| 1                                           | Alberto Del Rio (c) (com Ricardo Rodriguez) derrotou Big Show                                      | Luta Last Man Standing pelo Campeonato Mundial dos Pesos Pesados                             | 16:57 |
| 2                                           | Team Hell No (Kane e Daniel Bryan) (c) derrotou Team Rhodes Scholars (Cody Rhodes e Damien Sandow) | Luta de duplas pelo Campeonato de Duplas da WWE                                              | 9:25  |
| 3                                           | John Cena venceu ao eliminar por último Ryback                                                     | Luta Royal Rumble por uma luta por título mundial no WrestleMania 29                         | 55:05 |
| 4                                           | The Rock derrotou CM Punk (c) (com Paul Heyman)                                                    | Luta individual pelo Campeonato da WWE se a The Shield interferisse, Punk perderia o título. | 23:20 |
| (c) – Refere-se aos campeões antes da luta. | |                                                                                              |       |

1. ↑  Originalmente, CM Punk derrotou The Rock, mas a luta foi reiniciada após a interferência da The Shield.

### Entradas e eliminações do Royal Rumble de 2013
– Vencedor
| N° | Participante    | Ordem | Eliminado por                                                    | Tempo | Eliminações |
| -- | --------------- | ----- | ---------------------------------------------------------------- | ----- | ----------- |
| 1  | Dolph Ziggler   | 27    | Sheamus                                                          | 49:47 | 2           |
| 2  | Chris Jericho   | 25    | Dolph Ziggler                                                    | 47:53 | 2           |
| 3  | Cody Rhodes     | 12    | John Cena                                                        | 27:39 | 4           |
| 4  | Kofi Kingston   | 9     | Cody Rhodes                                                      | 22:18 | 2           |
| 5  | Santino Marella | 1     | Cody Rhodes                                                      | 00:55 | 0           |
| 6  | Drew McIntyre   | 2     | Chris Jericho                                                    | 02:40 | 0           |
| 7  | Titus O'Neil    | 3     | Sheamus                                                          | 07:30 | 0           |
| 8  | Goldust         | 5     | Cody Rhodes                                                      | 09:41 | 0           |
| 9  | David Otunga    | 4     | Sheamus                                                          | 04:24 | 0           |
| 10 | Heath Slater    | 11    | John Cena                                                        | 15:49 | 1           |
| 11 | Sheamus         | 28    | Ryback                                                           | 37:23 | 5           |
| 12 | Tensai          | 7     | Kofi Kingston                                                    | 05:37 | 0           |
| 13 | Brodus Clay     | 6     | Chris Jericho, Cody Rhodes, Darren Young, Heath Slater & Sheamus | 03:47 | 0           |
| 14 | Rey Mysterio    | 13    | Wade Barrett                                                     | 10:33 | 0           |
| 15 | Darren Young    | 8     | Kofi Kingston                                                    | 02:51 | 1           |
| 16 | Bo Dallas       | 21    | Sin Cara & Wade Barrett1                                         | 21:42 | 1           |
| 17 | The Godfather   | 10    | Dolph Ziggler                                                    | 00:05 | 0           |
| 18 | Wade Barrett    | 20    | Bo Dallas                                                        | 20:34 | 2           |
| 19 | John Cena       | -     | Vencedor                                                         | 26:39 | 4           |
| 20 | Damien Sandow   | 22    | Ryback                                                           | 16:26 | 0           |
| 21 | Daniel Bryan    | 16    | Antonio Cesaro & Kane2                                           | 07:55 | 2           |
| 22 | Antonio Cesaro  | 18    | John Cena                                                        | 08:50 | 1           |
| 23 | The Great Khali | 14    | Daniel Bryan & Kane                                              | 03:08 | 0           |
| 24 | Kane            | 15    | Daniel Bryan                                                     | 01:46 | 2           |
| 25 | Zack Ryder      | 17    | Randy Orton                                                      | 02:34 | 0           |
| 26 | Randy Orton     | 26    | Ryback                                                           | 10:20 | 1           |
| 27 | Jinder Mahal    | 19    | Sheamus                                                          | 02:10 | 0           |
| 28 | The Miz         | 24    | Ryback                                                           | 05:08 | 0           |
| 29 | Sin Cara        | 23    | Ryback                                                           | 03:27 | 1           |
| 30 | Ryback          | 29    | John Cena                                                        | 09:06 | 5           |

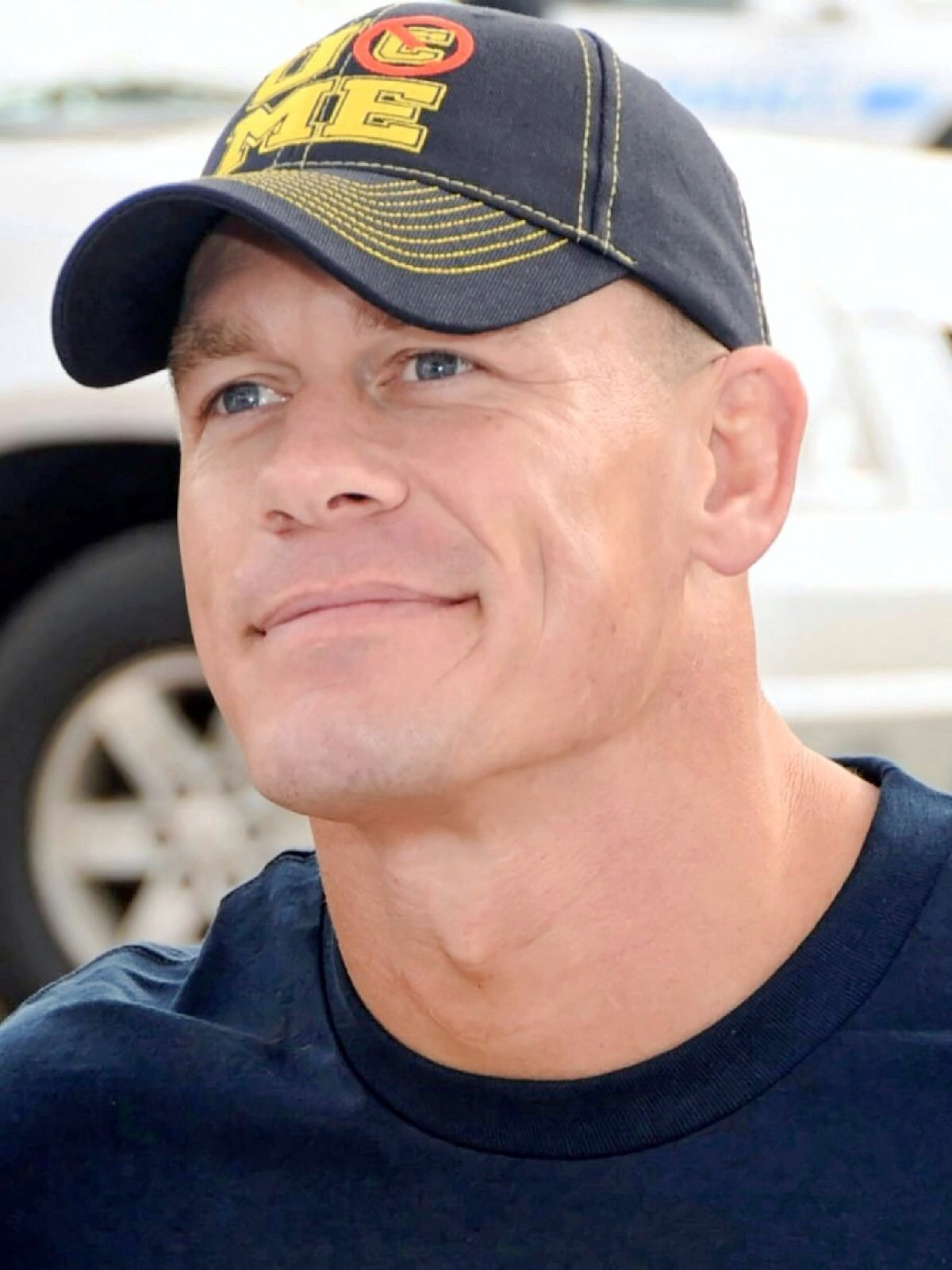
John Cena venceu a luta Royal Rumble de 2013.

- 1 – Barrett já foi eliminado, mas depois disso, Sin Cara empurrou Bo Dallas por cima da corda, permitindo que ele (Wade Barrett) eliminasse Dallas.
- 2 – Cesaro jogou Bryan por cima da corda, que foi pego por fora por Kane (que já havia sido eliminado). Kane então derrubou Bryan no chão, eliminando-o.